# Udržitelná spotřeba
Pojem udržitelná spotřeba má řadu  společných rysů s a je úzce spjat s podmínkami udržitelné výroby a udržitelného rozvoje. Udržitelná spotřeba jako součást udržitelného rozvoje je předpokladem celosvětového boje proti problémům udržitelnosti, jako jsou globální oteplování, vyčerpání zdrojů, hladomory nebo znečištění životního prostředí.
Udržitelný rozvoj a udržitelná spotřeba závisí na určitých faktorech, jako jsou:
- Efektivní využívání zdrojů a minimalizace odpadů a znečištění,
- využití obnovitelných zdrojů v rámci jejich obnovitelné kapacity,
- plnější životní cykly výrobků,
- mezigenerační a intergenerační spravedlnost.

## Definice z Osla
V roce 1994 byla na Sympoziu o udržitelné spotřebě v Oslu navržena definice, která říká, že udržitelná spotřeba znamená "využívání služeb a souvisejících produktů, které odpovídají základním potřebám lidí a přinášejí lepší kvalitu života a zároveň minimalizují v průběhu životního cyklu služby či produktu, využívání přírodních zdrojů a toxických materiálů, jakož i tvorbu takových odpadů a znečišťujících látek , které ohrožují potřeby budoucích generací."

## Silné a slabé udržitelné spotřeby
Aby bylo dosaženo udržitelné spotřeby, musí být splněny dva předpoklady: musí dojít ke zvýšení efektivity využití energie a musí dojít ke změně spotřebních vzorců a snížení spotřeby v rozvinutých zemích. První předpoklad sám o sobě nepostačuje a může být označen jako slabá udržitelná spotřeba. Technologická zlepšení a eko-efektivita podporují nezbytné snížení spotřeby zdrojů. Po splnění tohoto cíle je nutné, aby byl splněn druhý předpoklad, změny ve struktuře a snižování úrovně spotřeby. Přístupy silné udržitelné spotřeby také věnují pozornost sociálnímu rozměru blahobytu a posuzují potřebu změn založených na posouzení rizika, že takové změny budou lidmi odmítnuty. Na politické scéně se řeší slabá udržitelná spotřeba, zatímco diskuse o silné udržitelné spotřebě neprobíhá.
Rozpory postoje x chování nebo hodnoty x akce tvoří významnou překážku pro změny v individuálním chování zákazníků. Mnozí spotřebitelé si dobře uvědomují důležitost svých vzorců konzumace a jejich vlivu na péči na životní prostředí, , avšak většina z nich netransformuje své obavy do svých spotřebitelských vzorců, neboť proces rozhodování o nákupu je velmi komplikovaný a spoléhá např. sociálních, politických a psychologických faktorech. Podle Young a kol. jsou hlavními bariérami zelené konzumace nedostatek času na posouzení, vysoké ceny, nedostatek informací a kognitivní úsilí.

## Významné konference a programy
- 1992 – Na Konferenci OSN o životním prostředí a rozvoji (UNCED) byl koncept udržitelné spotřeby obsahem 4. kapitoly Agendy 21.[5]
- 1994 – Sympozium o udržitelné spotřebě v Oslu
- 1995 – Bylo požadováno, aby byl koncept udržitelné spotřeby začleněn do Hospodářské a sociální Rady OSN (ECOSOC), konkrétně do Směrnice OSN na ochranu spotřebitele.
- 1997 – OECD vydalo vlastní zprávu o udržitelné spotřebě.[6]
- 1998 – Program OSN pro životní prostředí (UNEP) zahájil program udržitelné spotřeby a udržitelná spotřeba byla popsána ve Zprávě o vývoji lidstva Rozvojového programu OSN (UNDP).[7]
- 2002 – Byl vytvořen desetiletý program pro udržitelnou spotřebu a výrobu (SCP) byl vytvořen v implementačním plánu Světového summitu o udržitelném rozvoji (WSSD) v Johannesburgu.[8]
- 2003 – tzv. "Marrákešský procesu" – po WSSD byla iniciova řada schůzek a další  procesů v rámci UNEP a UNDESA po WSSD.[9]